# Laura Linney

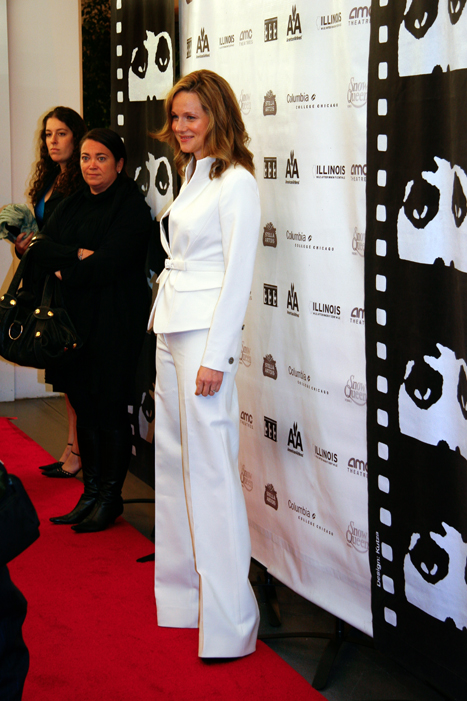
Laura Linney podczas Międzynarodowego Festiwalu Filmowego w Chicago w 2007

Laura Linney (ur. 5 lutego 1964 w Nowym Jorku) – amerykańska aktorka, trzykrotnie nominowana do Oscara za role pierwszo- i drugoplanowane.

## Życiorys
Urodziła się w Nowym Jorku. Jej matka, Ann Perse (z domu Leggett) pracowała jako pielęgniarka w Memorial Sloan-Kettering Cancer Center. Ojciec – Romulus Linney, jest autorem sztuk scenicznych i profesorem. Prapradziadkiem Laury jest Romulus Zachariah Linney, republikanin zasiadający w Kongresie. Linney ma również przyrodnią siostrę – Susan.
W 1982 ukończyła Northfield Mount Hermon School. Następnie uczęszczała na Northwestern University, by przenieść się na Brown University, gdzie w 1986 uzyskała licencjat. Później podjęła naukę w Juilliard School.

## Filmografia

### Filmy fabularne
- 2016: Sully jako Lorraine Sullenberger
- 2015: Pan Holmes jako pani Munro
- 2010: Sympathy for Delicious jako Nina Hogue
- 2009: Zagadka przeznaczenia (The City of Your Final Destination) jako Caroline
- 2008: Niewinna (The Other Man) jako Lisa
- 2007: Niania w Nowym Jorku (The Nanny Diaries) jako pani X
- 2007: Ściśle tajne (Breach) jako Kate Burroughs
- 2007: Rodzina Savage (The Savages) jako Wendy Savage
- 2006: The Hottest State jako Jesse
- 2006: Człowiek roku (Man of the Year) jako Eleanor Green
- 2006: Jindabyne jako Claire Kane
- 2006: Nauka jazdy (Driving Lessons) jako Laura
- 2005: Walka żywiołów (The Squid and the Whale) jako Joan Berkman
- 2005: Egzorcyzmy Emily Rose (The Exorcism of Emily Rose) jako Erin Bruner
- 2004: P.S. jako Louise Harrington
- 2004: Kinsey jako Clara McMillen
- 2003: To właśnie miłość (Love Actually) jako Sarah
- 2003: Życie za życie (The Life of David Gale) jako Constance Harraway
- 2003: Rzeka tajemnic (Mystic River) jako Annabeth Markum
- 2002: Projekt Laramie (The Laramie Project) jako Sherry Johnson
- 2002: Przepowiednia (The Mothman Prophecies) jako Connie Parker
- 2001: Szaleństwa Iris (Wild Iris) jako Iris Bravard
- 2000: Świat zabawy (The House of Mirth) jako Bertha Dorset
- 2000: Możesz na mnie liczyć (You Can Count on Me) jako Samantha „Sammy” Prescott
- 2000: Maze jako Callie
- 2000: Gorączka wyborcza (Running Mates) jako Lauren Hartman
- 1999: Lush jako Rachel
- 1999: Love Letters jako Melissa Gardner
- 1998: Truman Show (The Truman Show) jako Meryl Burbank/Hannah Gill
- 1997: Władza absolutna (Absolute Power) jako Kate Whitney
- 1996: Lęk pierwotny (Primal Fear) jako Janet Venable
- 1995: Kongo (Congo) jako dr Karen Ross
- 1994: Uśmiech losu (A Simple Twist of Fate) jako Nancy Newland
- 1993: Dave jako Randi
- 1993: Szachowe dzieciństwo (Searching for Bobby Fischer) jako nauczycielka
- 1993: Martwe pole (Blind Spot) jako Phoebe
- 1993: West Point. Rocznik '61 (Class of 61) jako Lily Magraw
- 1992: Olej Lorenza (Lorenzo's Oil) jako Młoda nauczycielka

### Seriale telewizyjne
- 2017: Ozark jako Wendy Byrde
- 2010: Słowo na R (The Big C) jako Cathy Jamison
- 2008: John Adams jako Abigail Adams
- 2001: Further Tales of the City jako Mary Ann Singleton
- 1998: More Tales of the City jako Mary Ann Singleton
- 1993–2004: Frasier jako Charlotte (gościnnie)
- 1993: Miejskie opowieści (Tales of the City) jako Mary Ann Singleton
- 1990: Prawo i porządek (Law & Order) jako Martha Bowen (gościnnie)

## Nagrody
- Złoty Glob
  - Najlepsza aktorka w serialu komediowym: 2010 Słowo na R
  - Najlepsza aktorka w miniserialu lub filmie telewizyjnym: 2009 John Adams
- Nagroda Emmy Najlepsza aktorka w miniserialu lub filmie telewizyjnym: 2008 John Adams Najlepsza aktorka w gościnnej roli w serialu komediowym: 2004 Frasier Najlepsza aktorka w miniserialu lub filmie telewizyjnym: 2002 Szaleństwa Iris
- Nagroda Gildii Aktorów Ekranowych Najlepsza aktorka w miniserialu lub filmie telewizyjnym: 2009 John Adams